# René Brodmann
René Brodmann (Ettingen, 25 ottobre 1933 – 2000) è stato un calciatore e allenatore di calcio svizzero, di ruolo difensore.

## Palmarès

### Giocatore

#### Competizioni nazionali
- Campionato svizzero: 2

Zurigo: 1962-1963, 1965-1966
- Coppa Svizzera: 1

Zurigo: 1965-1966